# Gudniki (powiat ostródzki)
Gudniki (niem. Gudnick) – osada w Polsce położona w województwie warmińsko-mazurskim, w powiecie ostródzkim, w gminie Miłakowo.
W latach 1975–1998 Gudniki należały administracyjnie do województwa olsztyńskiego. Miejscowość leży w historycznym regionie Prus Górnych.
Miejscowość była wzmiankowana w dokumentach z roku 1427, jako wieś pruska na 11 włókach. Pierwotna nazwa wsi to Gedenick (od pruskiego słowa 'gudde' oznaczającego zarośla). W roku 1858 w 6 gospodarstwach domowych było 94 mieszkańców. W latach 1937–39 mieszkało w Gudnikach 89 osób. W roku 1973, wówczas jako majątek, Gudniki należały do powiatu morąskiego, gmina i poczta Miłakowo.